# Gardasjön
Gardasjön (italienska: Lago di Garda) eller Benacosjön (italienska: Lago di Benaco) är den största insjön i Italien. Den ligger i norra Italien ungefär halvvägs mellan Venedig och Milano i närheten av Verona. Sjön och dess närområden är kända för sina vinodlingar och som ett stort turistmål.
Sjön bildades under den senaste istiden liksom många av de andra stora bergsjöarna i norra Italien. Sjöns södra kust är belägen vid den norditalienska slätten, och är därför flack och tätbebyggd. Ju längre norrut mot Alperna man kommer, desto brantare blir stränderna. 
Till orterna längs sjöns stränder hör bland annat: Sirmione, Desenzano, Salò, Gardone Riviera, Toscolano-Maderno, Gargnano, Limone sul Garda, Moniga, Padenghe sul Garda, Lonato, Peschiera del Garda, Lazise, Bardolino, Garda, Torri del Benaco, Brenzone, Malcesine, Riva del Garda, Nago-Torbole.

## Bildgalleri

Bilder på Gardasjön
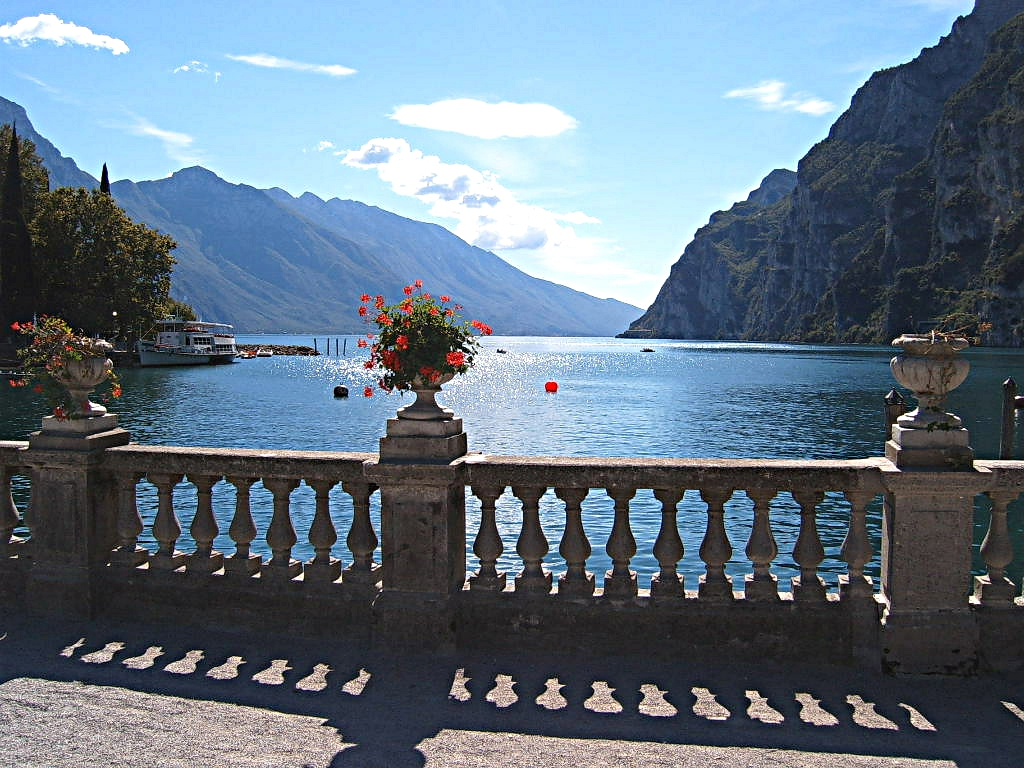
Sedd från Riva del Garda
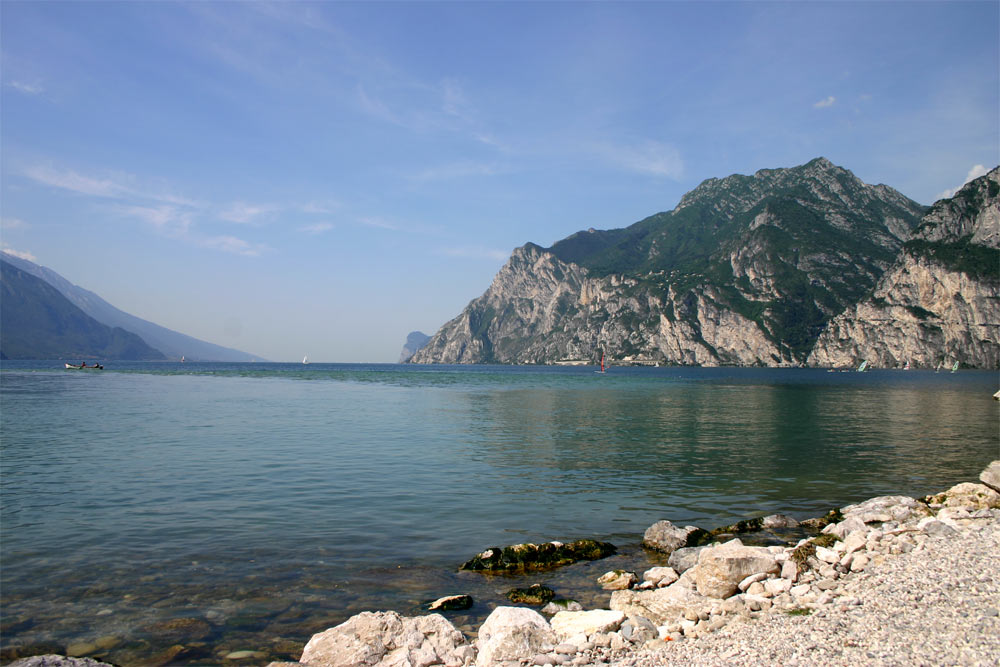
Gardasjön sedd från Torbole
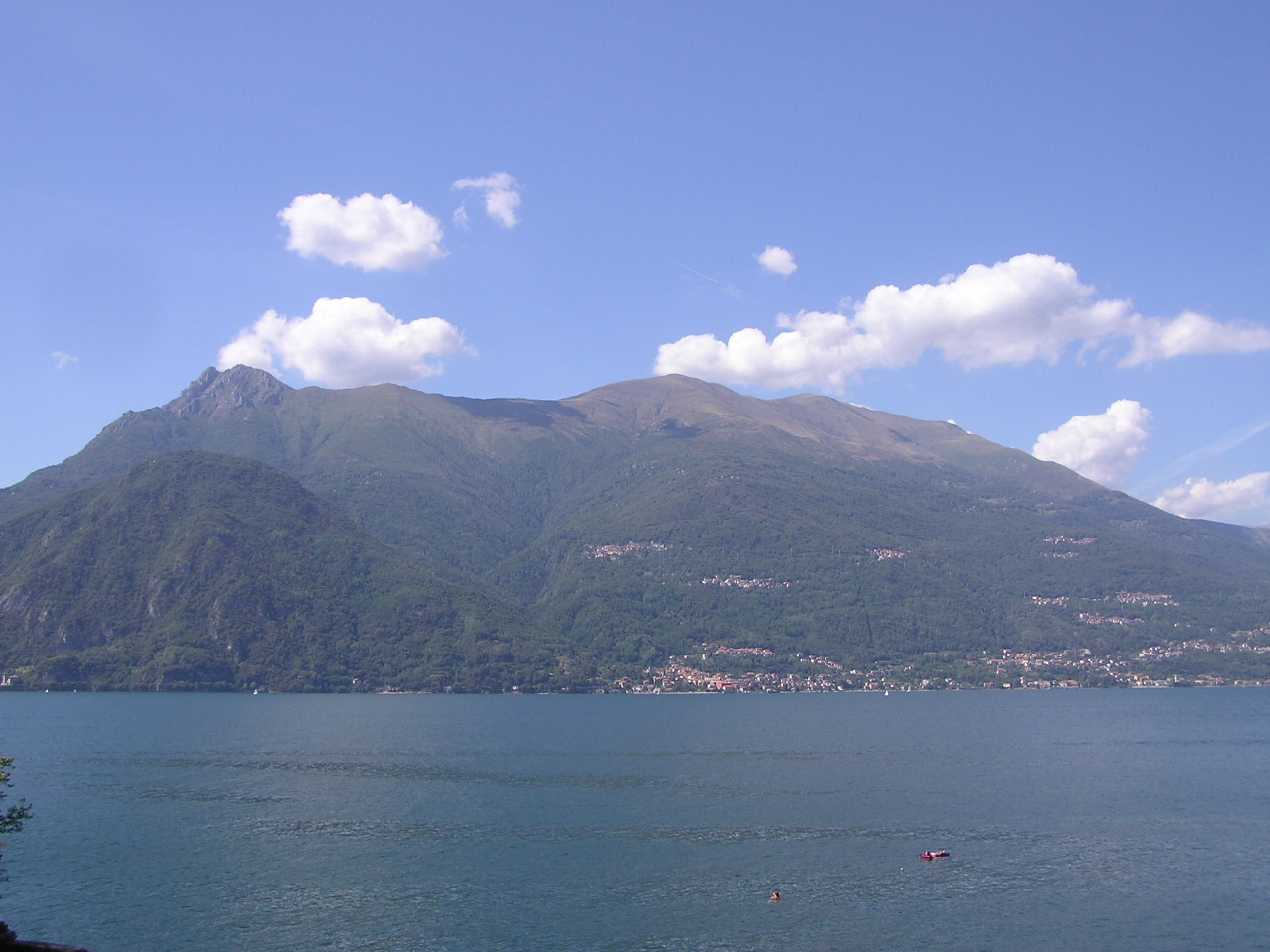
Berg vid Gardasjön
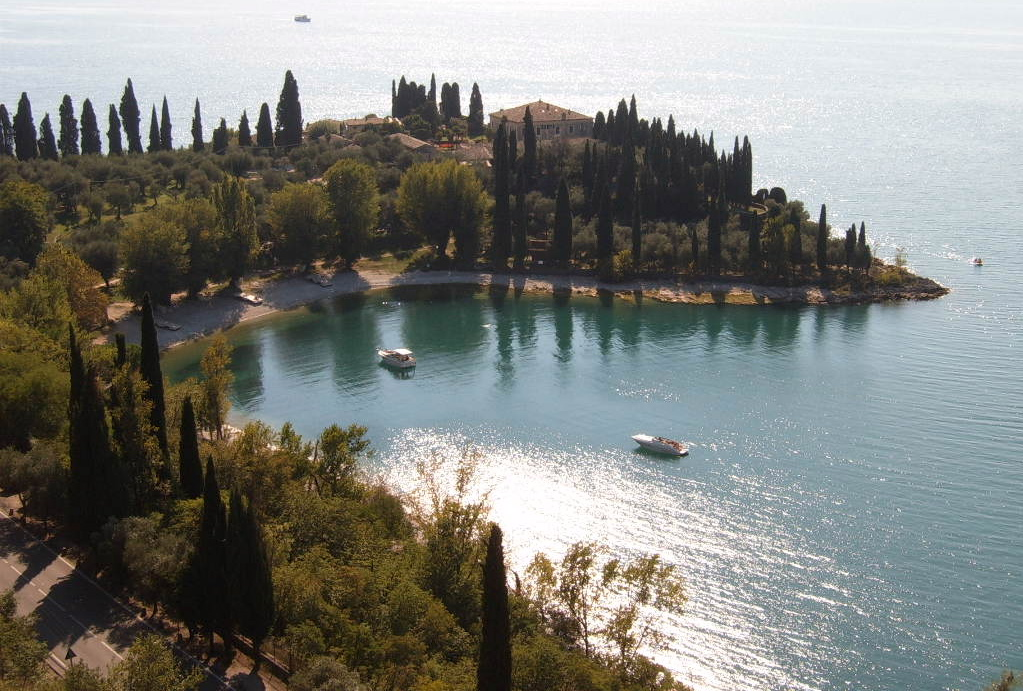
Punta San Vigilio
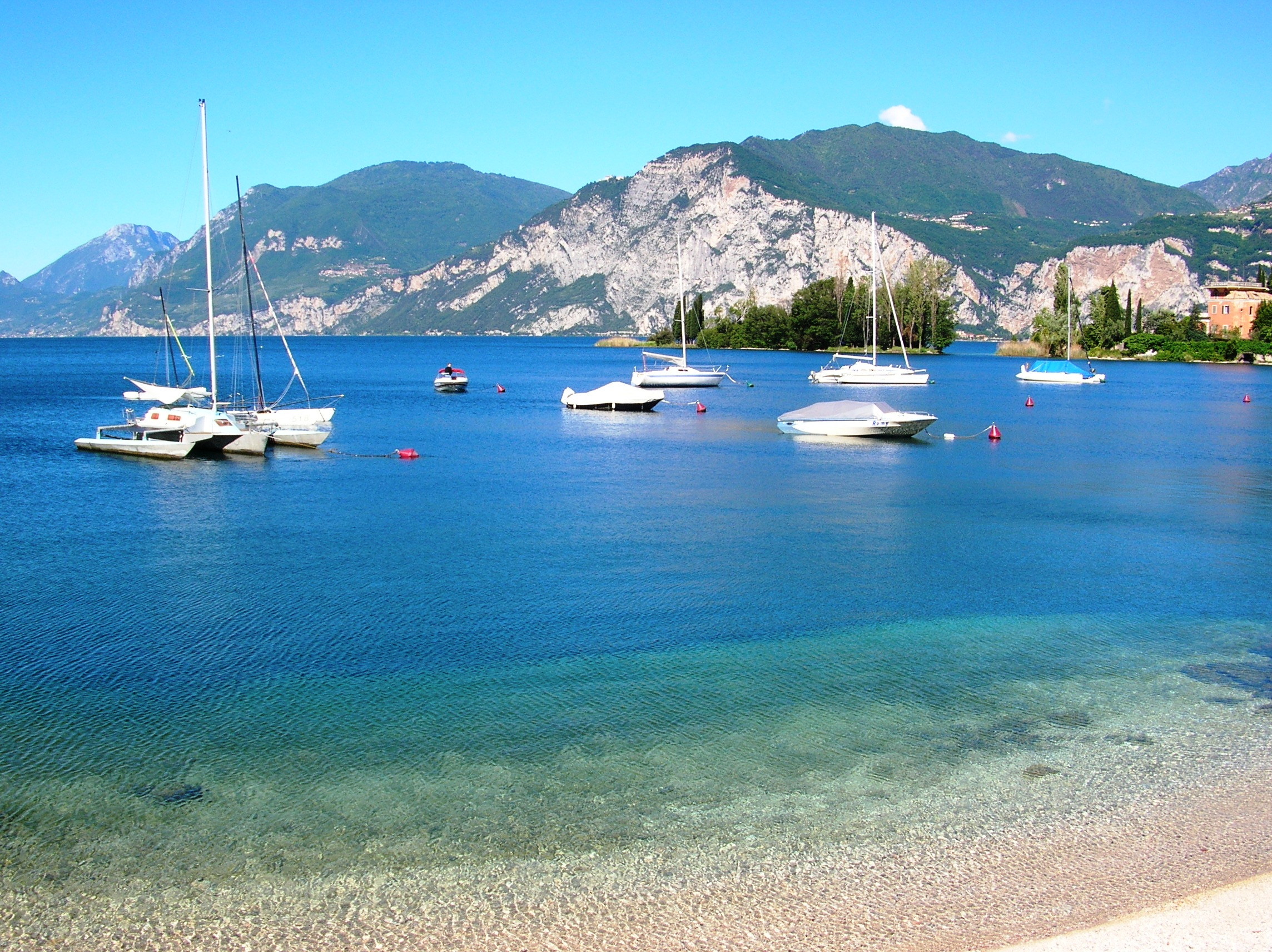
Val di Sogno
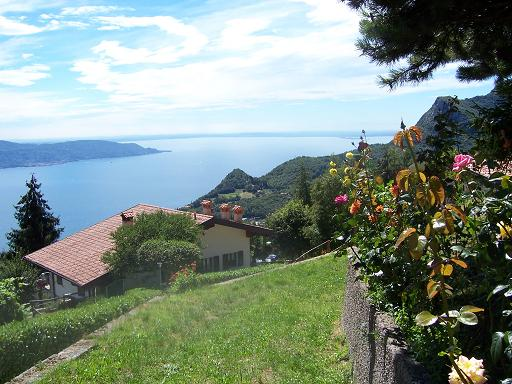
Sedd från Gargnano
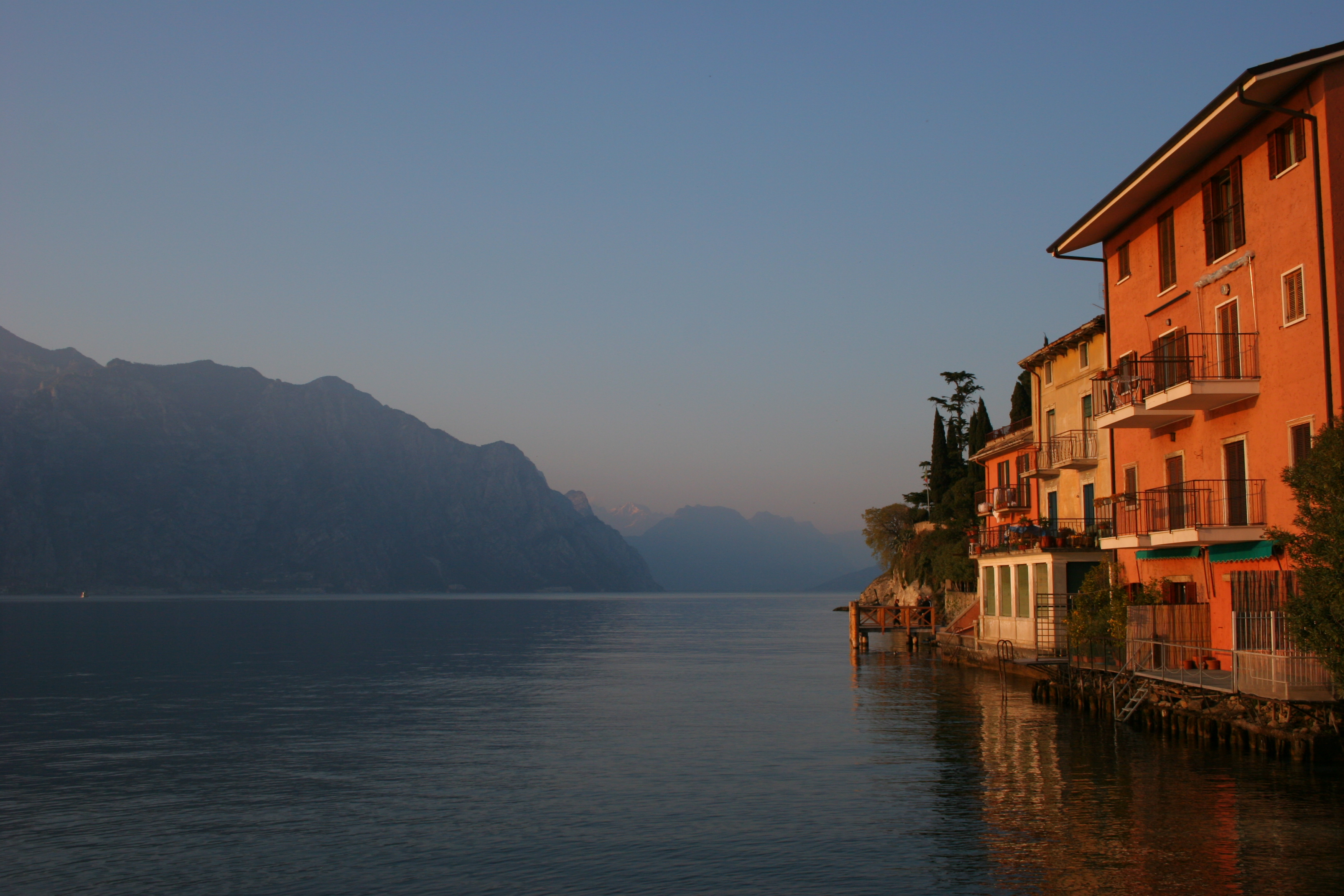
Sedd från Malcesine
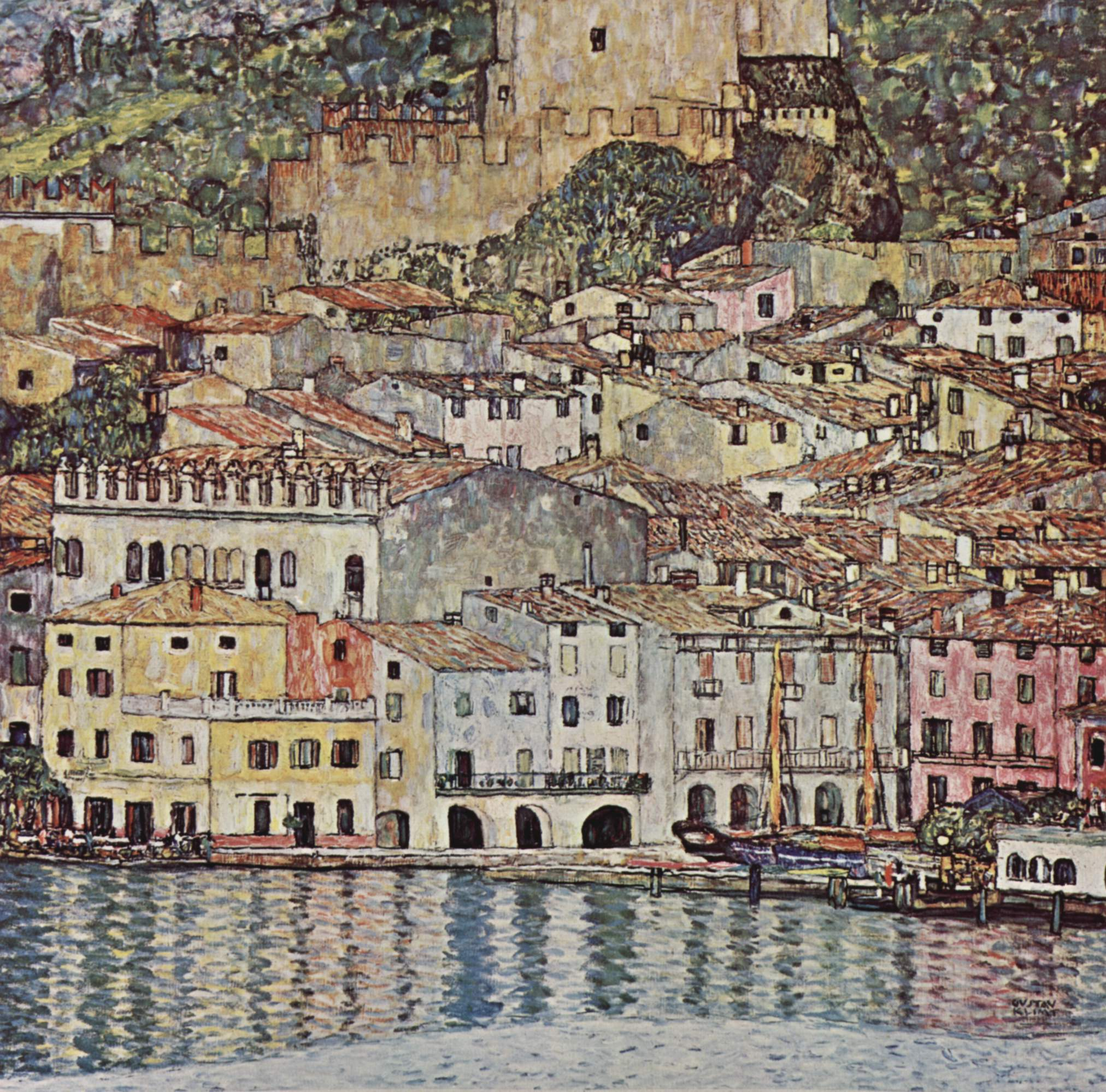
Målning av Gustav Klimt
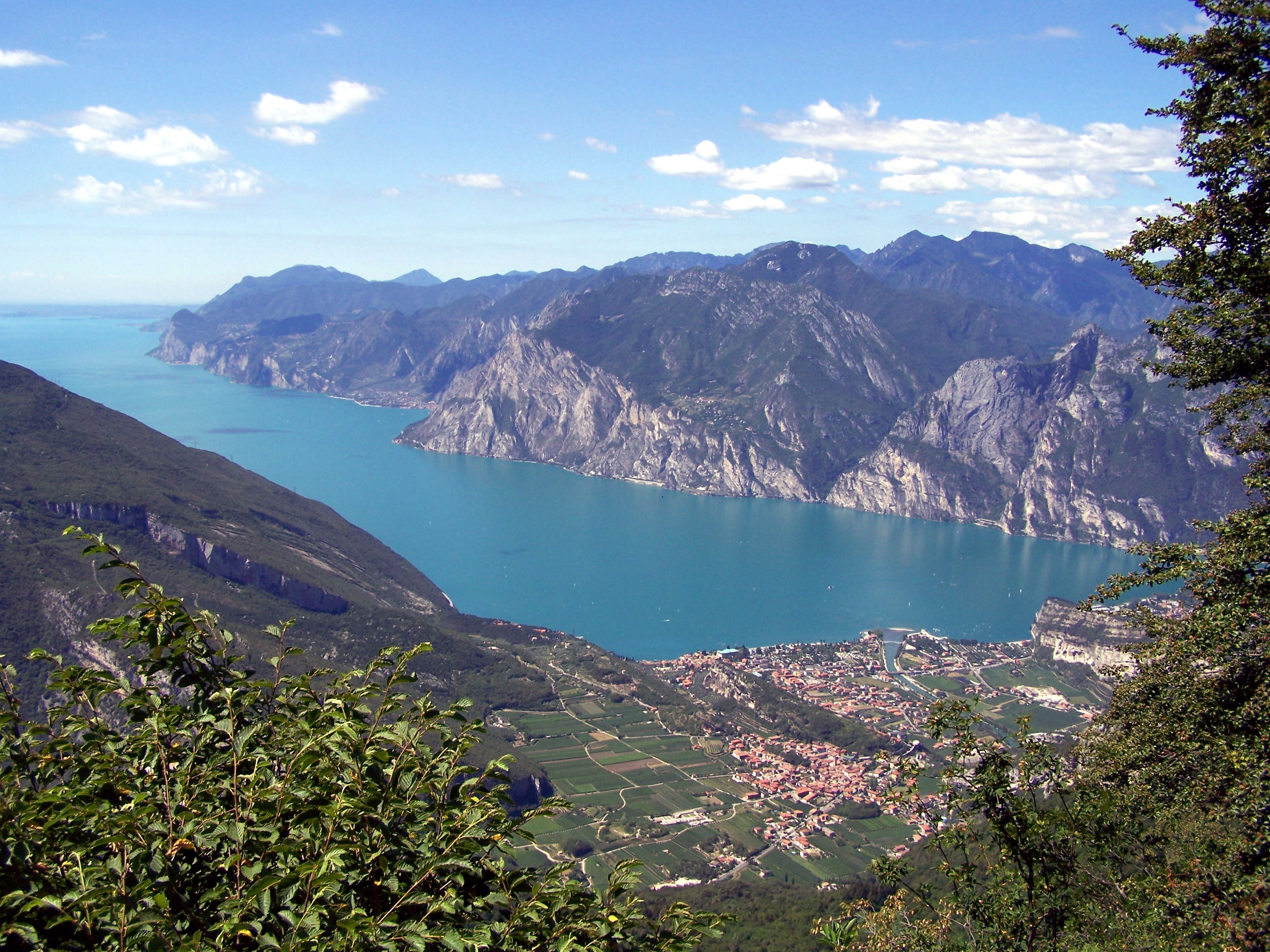
Nago-Torbole och den norra delen av sjön